# Epicypta aczeli
Epicypta aczeli är en tvåvingeart som beskrevs av Lane 1958. Epicypta aczeli ingår i släktet Epicypta och familjen svampmyggor. Inga underarter finns listade i Catalogue of Life.